# Kluser Handel
Der Kluser Handel war ein Konflikt des katholischen Ortes Solothurn und des reformierten Bern während des Dreissigjährigen Krieges. Vor dem Tor des Städtchens Klus bei Balsthal kam es zu einem Scharmützel, das eine gewaltige Verstimmung nach sich zog und den konfessionellen Frieden in der Alten Eidgenossenschaft bedrohte.

## Vorgeschichte
Die konfessionellen Verhältnisse zwischen den reformierten und den katholischen Orten der Alten Eidgenossenschaft war seit 1531 im Zweiten Kappeler Landfrieden geregelt. Die katholische Seite besass jedoch politische Hegemonie, was das Verhältnis besonders seit der Gegenreformation mit Misstrauen beseelte, und das während und noch nach dem Dreissigjährigen Krieg verstärkt war.
Die mit der Alten Eidgenossenschaft seit 1515 und ihren vier evangelischen Stadtorten Bern, Zürich, Basel und Schaffhausen seit 1586 verbündete Stadt Mülhausen, die durch den Krieg stark bedrängt war, wandte sich 1632 hilfesuchend an ihre Bündnispartner. Diese entschlossen sich im Herbst, der Stadt ein Hilfskontingent von 200 Mann zu entsenden.

## Verlauf
Im September war der Berner Trupp von 50 Mann unterwegs und wollte über solothurnisches Gebiet über Basel nach Mülhausen marschieren. Der Solothurner Rat bewilligte am 20. September den Durchmarsch. Der solothurnische Vogt Philipp von Roll auf Bechburg entschloss sich jedoch zu einem eigenmächtigen Vorgehen und versuchte den durchziehenden Bernern in der Klus vor dem gleichnamigen Städtchen den Weg zu versperren.
Da Bern die Erlaubnis zum Durchmarsch nicht zuvor eingeholt hatte und zusätzlich durch einen versehentlich abgefeuerten Schuss kam es zu einem Missverständnis, bei dem die leidenschaftlich erregten Balsthaler und Oensinger Bauern den Berner Hilfstrupp angriffen und versprengten. Diesem Überfall fielen 8 bis 9 Berner zum Opfer.

## Folgen
Bern reagierte verärgert und drohte Solothurn mit Krieg, sollte dieses nicht auf Berns Forderungen zur strengen Bestrafung der Schuldigen eingehen. Der Streit bedrohte den Frieden in der Alten Eidgenossenschaft, die sich aus dem Dreissigjährigen Krieg raushielt, dadurch, dass beide Parteien mit dem Rückhalt ihrer evangelischen und katholischen Verbündeten rechneten. Zu Anfang des Jahres 1633 stand man unmittelbar vor dem allgemeinen Bürgerkrieg. Durch den Einfluss des während der Bündner Wirren in den Drei Bünden von Frankreich stationierten Herzogs Henri II. von Rohan und der Mitwirkung des späteren Basler Bürgermeisters Johann Rudolf Wettstein, der drei Mal nach Bern und Solothurn gereist war, konnte eine Eskalation vermieden werden.
Der flüchtige Landvogt Philipp von Roll wurde mit 101 Jahren Verbannung belegt, und Solothurn musste drei Landsleute mit dem Tod bestrafen und 5'000 Kronen Schadenersatz bezahlen. Der drohende Bürgerkrieg war damit verhindert, brach aber im Schweizer Bauernkrieg 1653 und im Ersten Villmergerkrieg 1656 aus.